# Glossotrophia taurica
Glossotrophia taurica là một loài bướm đêm trong họ Geometridae.